# Fire on the Mountain (téléfilm)
Pour plus de détails, voir Fiche technique et Distribution.
Fire on the Mountain est un téléfilm américain de Donald Wrye (en), diffusé en 1981 sur la chaîne NBC, adapté du roman éponyme d'Edward Abbey. 

## Synopsis
Au Nouveau-Mexique, le petit Billy Starr, 12 ans, passe l'été dans le ranch de son grand-père John Vogelin. Le gouvernement veut agrandir sa base militaire de tirs de missiles White Sands Missile Range qui jouxte le ranch en le réquisitionnant, mais John Vogelin refuse de vendre. Lee Mackie, jeune promoteur de retour au pays, que l'armée délègue auprès de John pour entamer des négociations, se rallie à sa cause. Sans être antipatriotique, John Vogelin ne veut pas changer d'existence et va montrer ce qu'un individu déterminé peut faire lorsqu'il se trouve confronté au pouvoir et à ses puissants militaires.

## Fiche technique
- Titre original : Fire on the Mountain
- Réalisation : Donald Wrye
- Scénario : John Sacret Young, d'après le roman d'Edward Abbey, Le Feu sur la montagne (1962)
- Direction artistique : Beala Neel
- Costumes : William Smith, Joan Joseff
- Photographie : Woody Omens
- Son : Gregg Barbanell, Thomas Causey, David J. Hudson, Mel Metcalfe, Ray West
- Montage : Ronald J. Fagan
- Musique : Basil Poledouris
- Production : John Sacret Young, Rick Rosenthal, Robert Lovenheim
- Supervision de la production : John Sacret Young
- Sociétés de production : Carson Productions (États-Unis), River City Productions (États-Unis)
- Société de distribution : NBC (États-Unis)
- Pays d’origine :  États-Unis
- Langue : anglais
- Format : couleur — 35 mm — format 4/3 (1.33:1) — son monophonique
- Genre : drame
- Durée : 120 minutes
- Dates de diffusion :  23 novembre 1981 sur NBC
- Tous publics

## Distribution
- Buddy Ebsen : John Vogelin
- Ron Howard : Lee Mackie
- Julie Carmen : Cruza Peralta
- Rossie Harris : Billy Starr
- Ed Brodow : le commandant Parrell
- Michael Conrad : le colonel Desalius
- Gary Graham : le maréchal Burr
- Harvey Vernon : le barman
- Will Hare : Hayduke
- Xander Berkeley

## Distinctions

### Nominations
- Emmy Awards 1982 : équipe du mixage-son nommée pour l'Emmy de la contribution exceptionnelle au mixage-son d'un film : 
  - Production mixage : Thomas Causey
  - Re-recording mixage : David J. Hudson, Mel Metcalfe, Ray West